# L'Antre des esprits
L'Antre des esprits er en fransk stumfilm fra 1901 af Georges Méliès.